# ローゼンデール・トレッスル橋

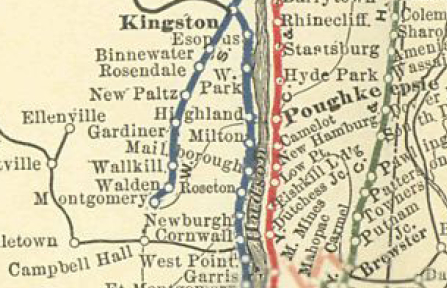
当初のウォールキル・バレー鉄道線、モンゴメリーからキングストンまで

ローゼンデール・トレッスル橋（英: Rosendale Trestle）は、アメリカ合衆国ニューヨーク州にある長さ290 mの連続トラス橋である。アルスター郡ローゼンデールの町中にある小集落ローゼンデール・ビレッジにある。当初はウォールキル・バレー鉄道がその路線をニュープラッツからキングストンまで伸ばすために建設した。ロンダウト・クリークの頭上高さが46mあり、ニューヨーク州道213号線と元デラウェア・アンド・ハドソン運河も跨いでいる。トレッスル橋の建設は1870年後半に始まり、1872年初期まで続いた。1872年4月6日に鉄道用に開通し、当時アメリカ合衆国では最も背の高い径間橋だった。
この橋はその安定性に関する世間の心配に対応するために、1895年にキング・ブリッジ・カンパニーによって再建され、その存在期間を通じて何度も補強されてきた。橋の丈夫さに関する関心はその開通以来続いており、コンレールが1977年にウォールキル・バレー線を閉鎖したその大きな理由だった。コンレールは廃線後の1986年に、ある実業家に1ドルでこの橋を売却した。その実業家は1990年代にこの橋をバンジージャンプの跳び下り台として運営しようとしたがうまくいかなかった。その後の10年間も似たような試みが続いた。2009年、アルスター郡が滞納税金の代わりにこの橋を差し押さえ、ウォールキル・バレー廃線遊歩道を通す歩道橋として改修した。現在は床の板張りや手すりが橋を越えて続いている。北にあるビネウォーター道路沿いの駐車場から約400mで行くことができる。2013年6月29日に開通式を行い、一般に開放された。

## 歴史

### 建設

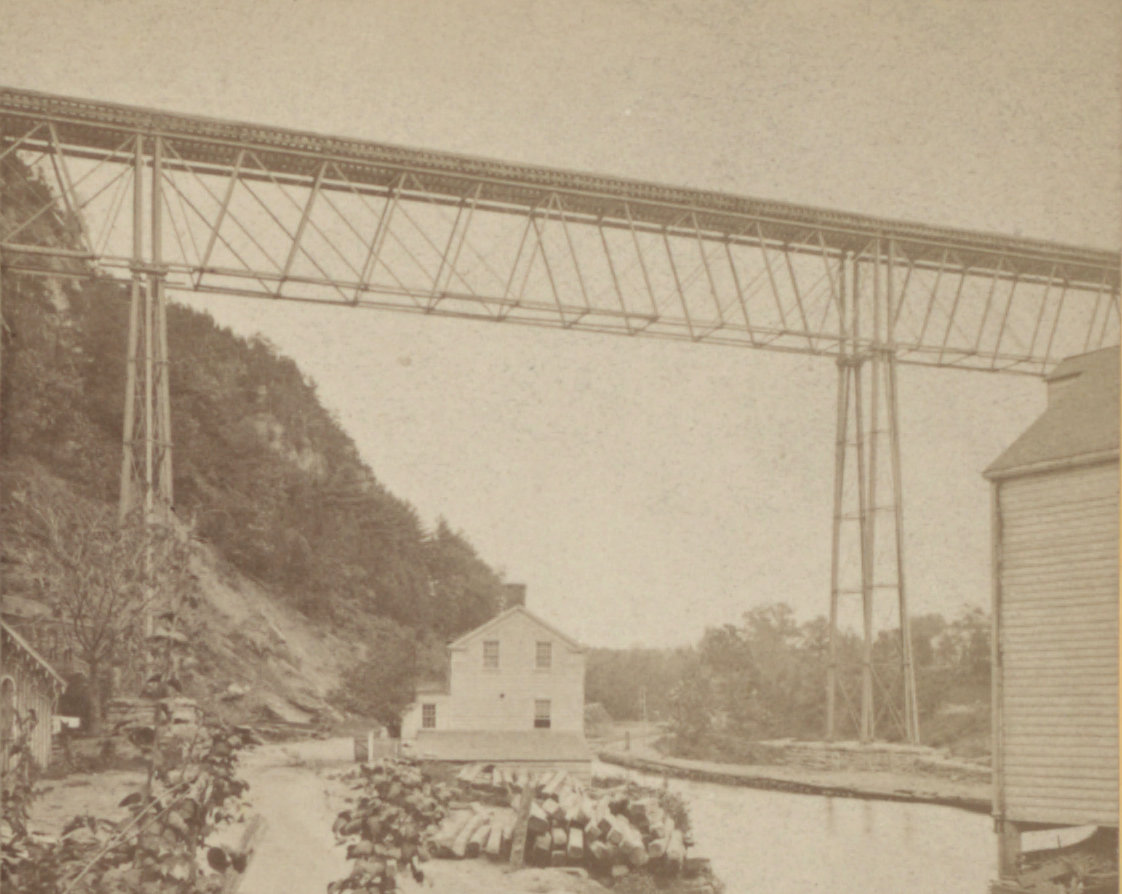
最初に建設された鉄道橋、1895年の再建前の写真

1870年、ウォールキル・バレー鉄道がモンゴメリーとニュープラッツの間で列車を運行しており、ウォールキル川を渡すために、スプリングタウン道路のローゼンデールの南に全長413フィート (126 m) の橋を建設し始めた。スプリングタウン橋は1871年までに完成し、鉄道はローゼンデール町まで開通した。ローゼンデール町は1869年5月13日に92,800ドルの町債を発行し、鉄道の町を通る部分の建設費用に充てることにした。
橋の建設は難しく、現代の標準からすれば弱いと思われるが、当時としては注目すべきものであり、ウォールキル・バレー鉄道線の「最も荘厳な部分」と考えられる。橋の橋台の建設は1870年8月にA・L・ドルビー & カンパニーが始めたが、上部構造物はワストン・マニュファクチャリング・カンパニーが担当しており、掘削の間に流砂の問題が出たために、工事開始は翌年になった。上部構造物の一部はニュージャージー州パターソンで製作された。この橋は当初錬鉄製の径間7つがあり、他に木製の径間が2つあった。長い方の径間はそれぞれ32mあった。橋の建設費は25万ドルだった。ポストトラスの設計法に拠っていた。おおよそ910tの鉄と990 m3の木材が使われた。1872年1月に完工したとき、アメリカ合衆国の中で最も背の高い橋になった。その高さ故に、「恐怖を覚えるようなもの無しに初めて渡るのはできそうにない」ものだった。この橋によって、鉄道は北のキングストンまで伸ばされた。

### 鉄道の運行

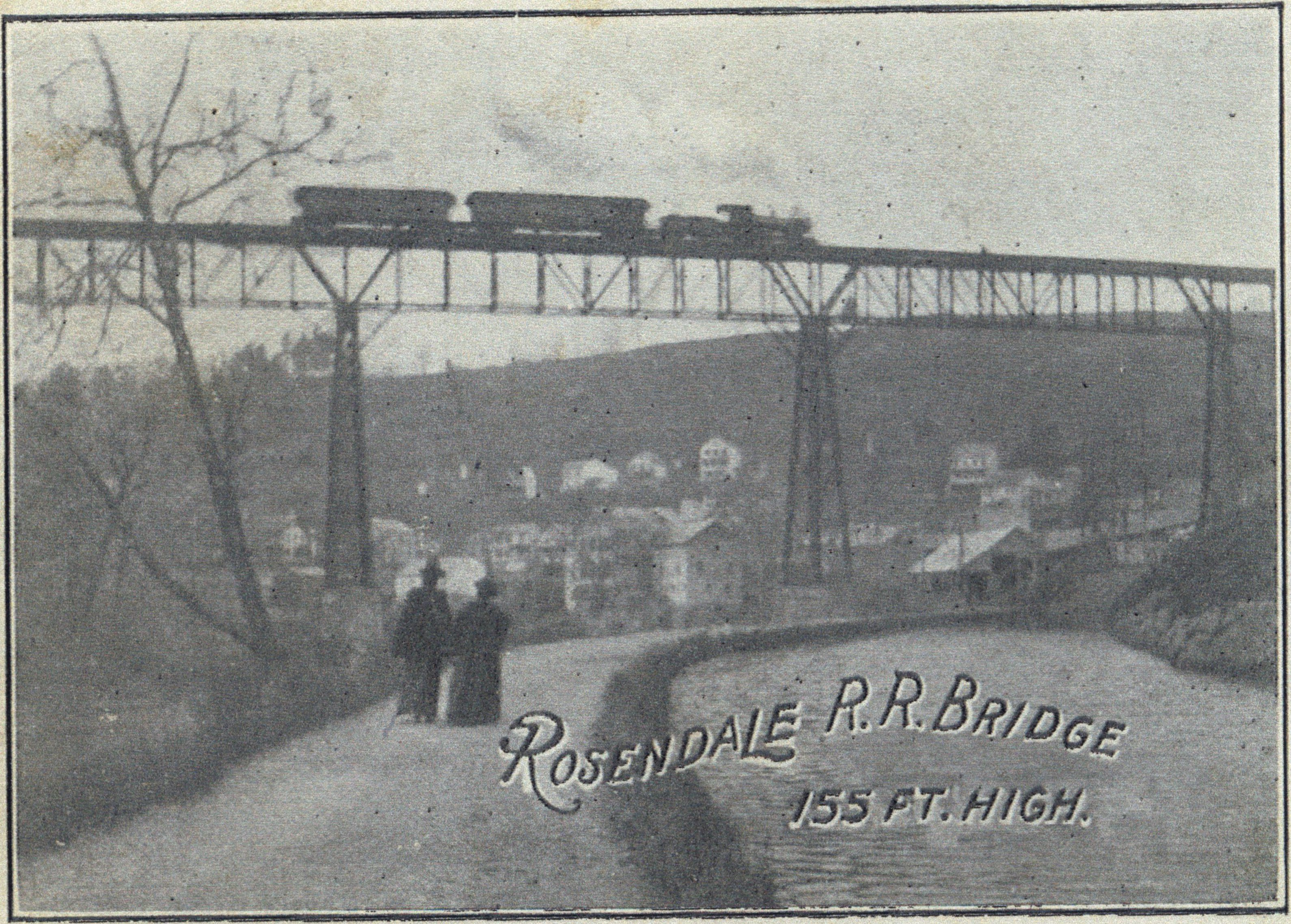
橋の下を歩く2人の夫人が描かれた絵。「死者の通り道」と呼ばれた

1872年4月6日、5,000人が参加した式で、橋は開通した。参加者にはアルスター郡、オレンジ郡、ダッチェス郡の著名人が含まれていた。その中に、1825年にデラウェア・アンド・ハドソン運河の工事で働いた技師のジェイムズ・S・マッケンティが居た。同氏は「運河を通る最初の荷船の通行と、それを越える橋を最初に通る列車」の双方を目にした唯一の人物だった。4-4-0蒸気機関車が有蓋車5両と客車2両を引いて開通運行を行った。多くの観客は橋の強度を疑い、列車の重みで崩壊するものと思った。橋は重圧に影響されないように見えたので、第2便、第3便と次第に多くの人々が乗って橋を渡った。
A・L・ドルビー & カンパニーが、橋とキングストンの間の線路敷設の工事を請けた。キングストン・ユニオン駅には1872年11月に伸びた。この時までに、列車がキングストンまで往復とも定期運行されるようになっていた。
1885年までに、橋の支持部分が補強され、線路は広軌から標準軌に変更された。1888年、ウォールキル・バレー鉄道はローゼンデール町から、橋の下の道路（現在のニューヨーク州道213号線）の交通を工事が妨げないという条件で、橋を支える橋台を建設し維持する許可を得た。同年、デラウェア・アンド・ハドソン運河から、橋の修繕のために筋交いを置く目的で、ロンダウト・クリーク傍にある運河の資産の幾つかを一時的に使用する許可を得た。橋の下の水路は危険性を持っていた。「死者の通り道」と呼ばれているように、多くの者がそこで溺れていた。ここでは幽霊が「出現した」という報告もあり、特に白い犬の話だった。

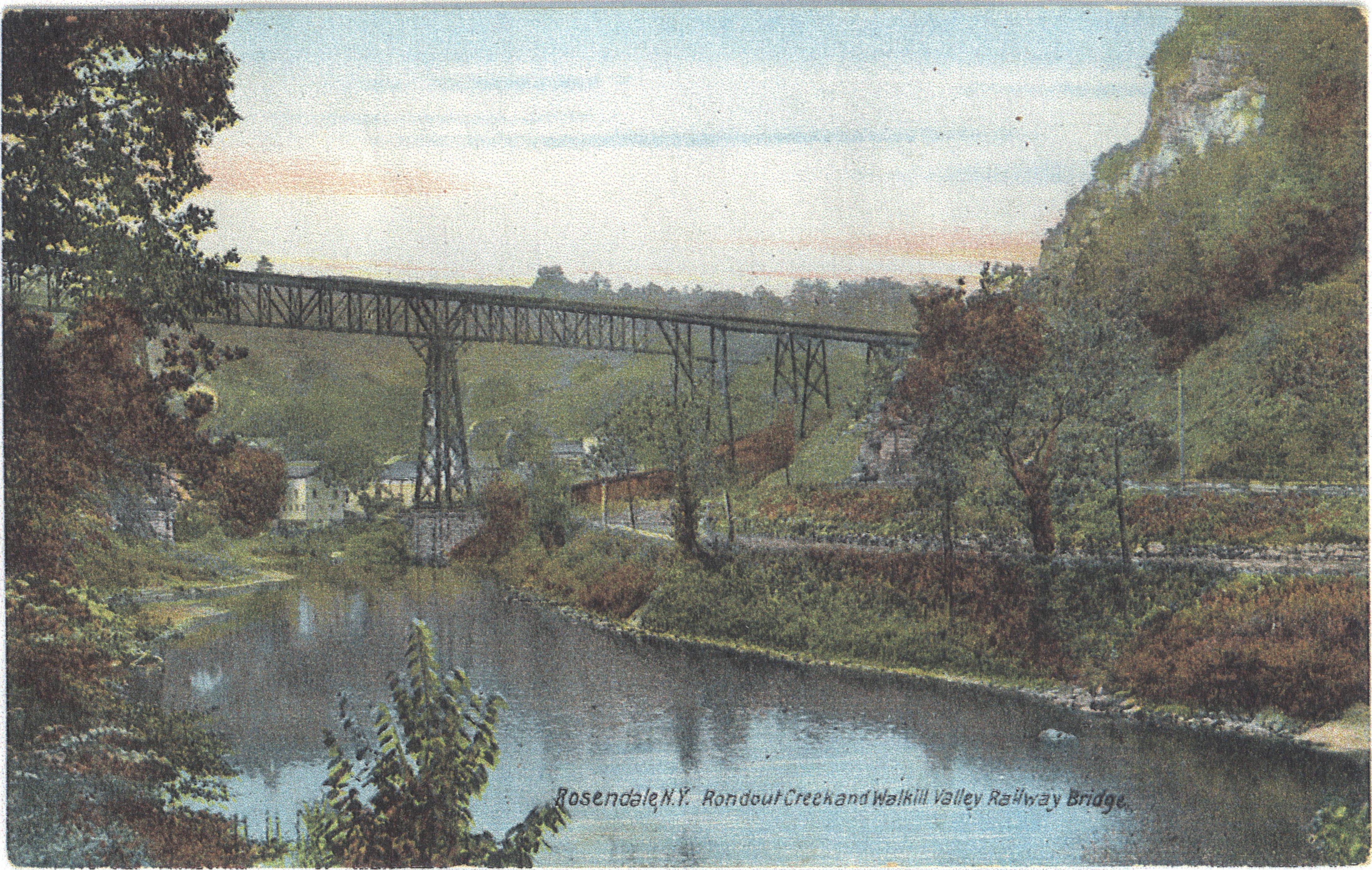
元デラウェア・アンド・ハドソン運河とロンダウト・クリークの上に架かる橋

1895年と1896年、橋はキング・ブリッジ・カンパニーによって再度建設された。工事中も使用は続けられていた。この橋は、まだ前の橋の残っていた1880年代と1890年代にキング・ブリッジ・カンパニーのカタログに載っていた唯一の鉄道橋だった。この改築で、橋の構造材は鉄と木から鉄鋼に変わり、その強度に関する大衆の心配を軽減することになった。この橋の高さは、1879年にイギリスで起きた鉄道橋の崩壊事故を想起させるものがあった。鋼材はカーネギー・スティール・カンパニーから供給された。この改築で、橋脚の高さが8フィート (2.4 m) 上がり、橋は真っ直ぐにされた。最初の橋は南端でカーブしている部分があった。北側の径間の1つは1896年2月に完成し、全工事は6月までに完成した。径間の配置は1872年の橋と同じにされた。その架け替え後、1899年12月26日に起きた近くのローゼンデール・セメント採石場の大規模崩落の衝撃でも影響を受けなかった。ただし、その崩落の前に近くで起きていたボイラー爆発のときは揺れた。
この橋の架け替えから最終的な閉鎖のときまで、旅客は橋に関する心配を持ったままだった。「橋の上の車両の速度、重量、位置」が監視され、「現代の鉄道輸送の重くなる荷重に耐える」ために繰り返し補強された。1940年代、蒸気機関車が重い貨物を運んで橋を通り、橋の西側のキャットウォークが振動した。1975年までに、鉄道が老化して、連邦政府がこの橋を通るときは時速8マイル (13 km/h) までを認める規制をするほどになった。ただし機関士は時速5マイル (8 km/h) までしか出さなかった。橋の健全さ、特に橋脚の安定性は、1977年に当時所有者だったコンレールがウォールキル・バレー鉄道を廃線にする決断をする根拠になった。

### 現代の利用

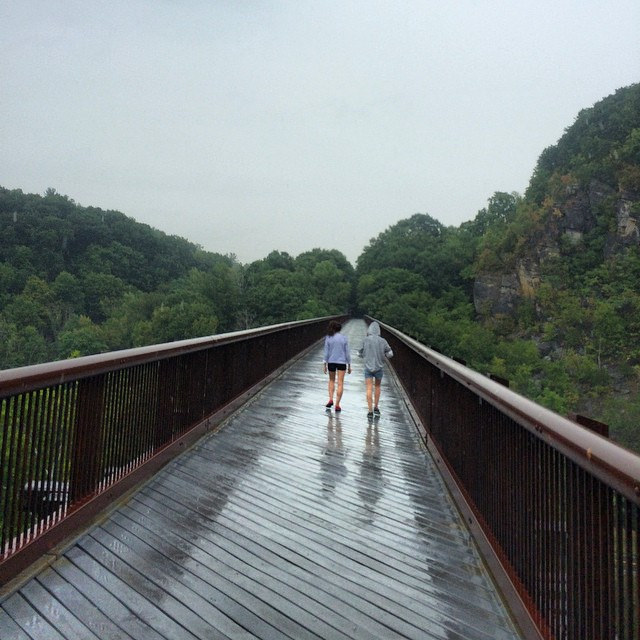
再開された橋を歩くハイカー

コンレールは1983年には既にこの橋に対する入札を始めていた。最初にローゼンデール町に買取の提案があったが、法的責任を受け入れたくなかった町がこれを断った。1986年、コンレールはこの橋とウォールキル・バレー鉄道線18.5 kmを、個人実業家ジョン・ラールに売価1ドルで売却した。ラールは橋と鉄路の所有権を1986年7月11日に取得した。ラールが買収した範囲には、ローゼンデール町の小集落ビネウォーターにある鉄道駅も含まれていた。この駅はビネウォーター歴史地区に属していた。ローゼンデール町の家屋所有者協会がラールより前にこれらの資産をやはり1ドルで買収しようとしたが、コンレールがその申し出を蹴っていた。
ラールは1948年頃にワシントンビルで生まれており、建設労働者、自動車整備士だった。ラールは橋の近くの「倉庫を転用した」家に住んだ。その倉庫のサポートビームは以前に橋の足場に使われていたものだった。ラールがその線路を購入した理由は、当初線路沿いで「食堂車レストラン」を開業し、キングストンから橋まで観光列車を走らせることだった。その買収で「ウォールキル・バレー鉄道の運行を再開する」権利を与えられたと主張していた。線路はコンレールとの共同所有だと考えていた。運行再開の計画は結局「うまくいかなかった」。ラールは買収から1年も経たないうちに、資産の11エーカー (4.5 ha) を住宅開発業者に売却した。1689年5月16日、嵐のためにビネウォーター駅が大きな損傷を受け、その一部が外れて道路に落下した。この建物はその後、ローゼンデール町道路部によって解体された。

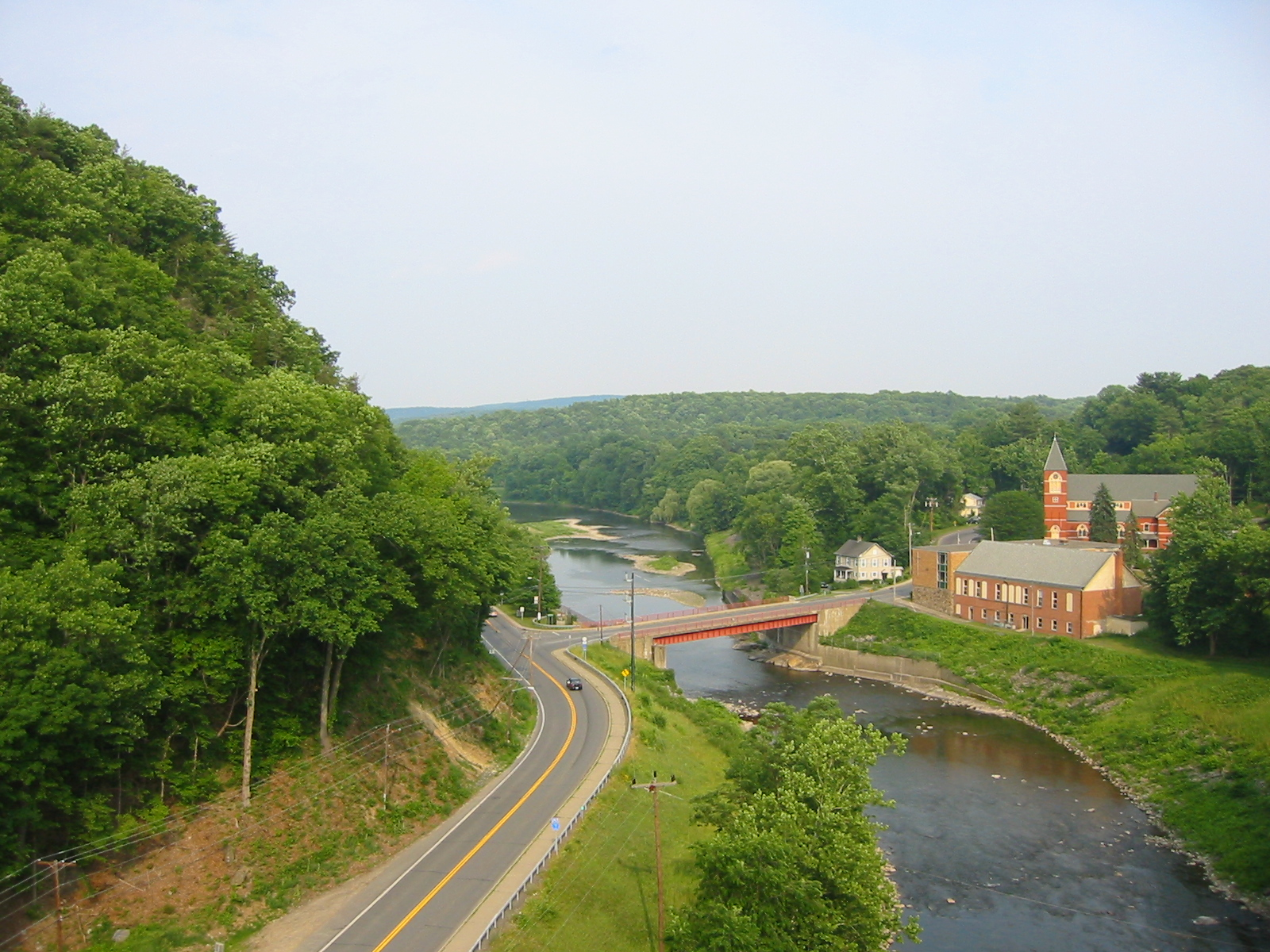
橋の上からの眺め、左がジョッペンバーグ山、中央はニューヨーク州道213号線、右はロンダウト・クリーク

1989年から1991年、ラールは橋の南半分に板と手摺を加え、一般公開した。この橋からバンジージャンプを行うことを認めていたが、1992年1月、裁判所が用途指定に違背していると裁定した。ある人物は紐で拘束することなしに橋からバンジージャンプを行おうとした。1999年半ばの火災で橋は軽い損傷を受けたが、同年の9月までには補修された。
バンジージャンプや熱気球を行う会社を運営していた起業家のダグラス・ヘイズが、2003年と2004年にバンジージャンプの興行を行うために特例許可を得ようとした。ヘイズの提案について公聴会が開かれている間に、郡政委員会が、近所の住民が橋から跳び下りる人の叫び声を繰り返し聞くことになるその音をシミュレーションして騒ぎ始めた。
ラールが資産税の3年分13,716ドルを滞納した後、アルスター郡は2009年4月15日、資産63.34エーカー (25.63 ha) の全てを差し押さえた。ウォールキル・バレー土地信託と開放空間保存機関がこの資産を購入することを申し出、郡は7月にその売却を承認した。この売買は2009年8月下旬に成立した。土地信託は完全な所有権を得る前に残っている税金全てを支払い、土地はウォールキル・バレー・レイルトレイルに付加することに合意した。橋の所有権はウォールキル・バレー・レイルトレイル協会に移転された。

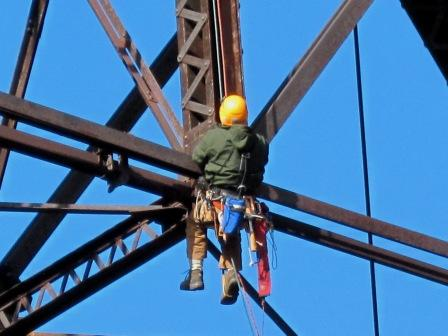
橋の点検を行うバーグマン協会の技師、2010年後半

バーグマン協会の技術的な点検が行われた後、橋は修復のために2010年6月に一旦閉鎖された。バーグマン協会はポキープシー橋の歩行橋への転換前に点検を行っていた。橋の修復費用は当初75万ドルと見積もられ、2011年初期に工事を始めて工期は12か月と想定されていた。ニューヨーク州公園、レクリエーション、歴史保存局がその改修のために15万ドルを拠出した。2010年11月までに民間人の寄付、その他の寄付で30万ドルが集められた。2010年が終わるまでに、10.5ショートトン (9.5 t) 以上のタイヤが、レイルトレイルのローゼンデール部分から除去された。
歩道の表面は木材プラスチック複合材を使い、ボランティアが取り付けた。2011年2月17日、バーグマン協会の従業員が、使われなくなった鉄道橋の適応型再利用に関するセミナーで、ケーススタディーの題材に利用した。2011年3月下旬までに、橋の改修費用見積額は110万ドルに高騰しており、工期は2年間に修正された。

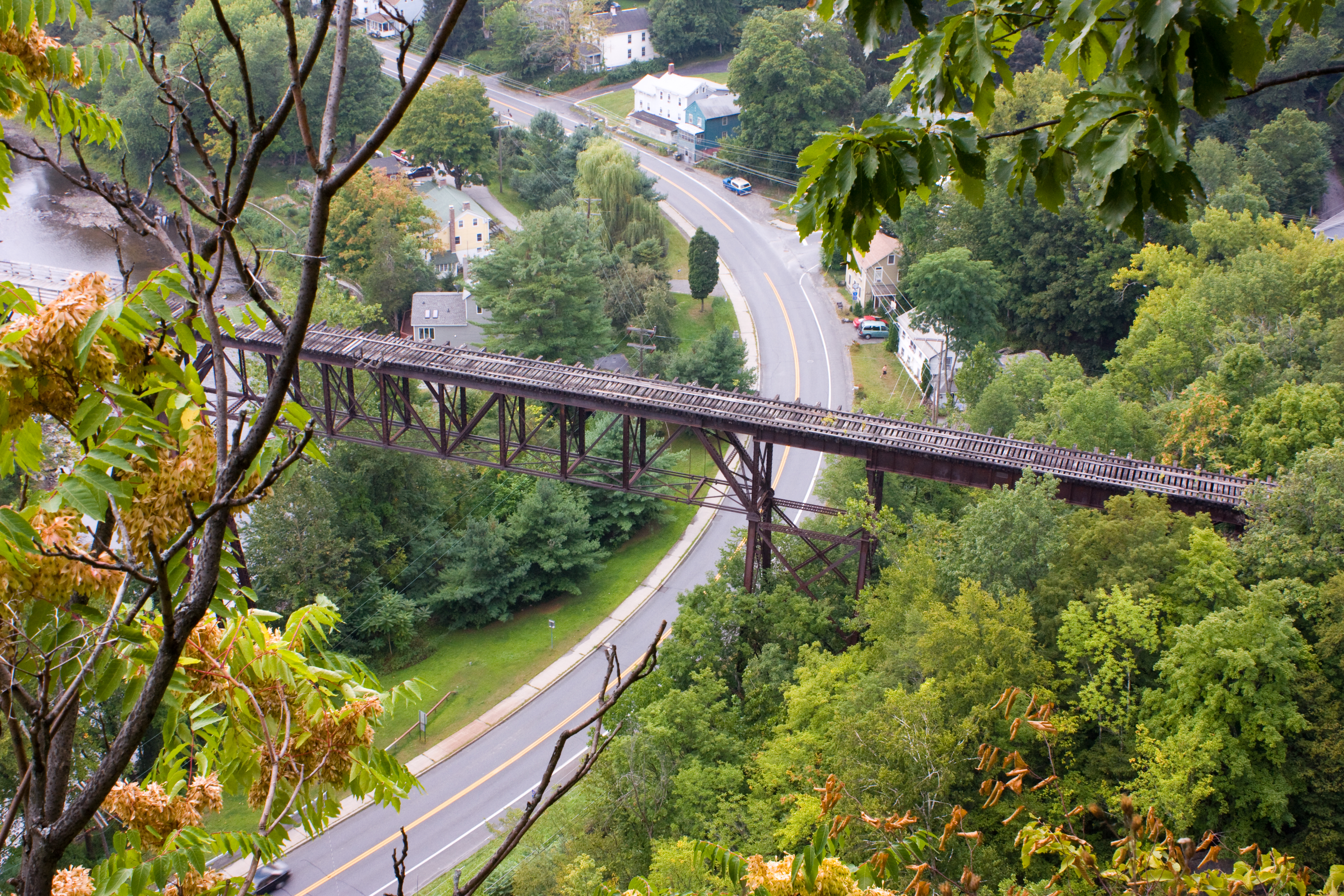
2008年時点の橋の北半分、デッキやガードレールも無い状態

新たに改修費用50万ドルを集める運動が2011年3月27日に始められた。6月30日までに5万ドルが集められた。橋を渡していた光ファイバー・ケーブルの使用料についてジョン・E・ラールがニューヨーク電話会社に対して起こしていた2009年の訴訟2件は、バーモント州とニューヨーク州の2つの下級裁判所から棄却された。2011年11月18日、アメリカ合衆国第2巡回控訴裁判所が、ラールの控訴を棄却した。2011年7月時点で、橋の所有権に関するジョン・ラールの起こした訴訟は、第2巡回裁判所で保留とされていた。ラールは、郡ではなく州のみが橋を押収する権利があると主張して、自分の所有権が残っていると主張した。この根拠は19世紀の著名な法律原理の下で鉄道に与えられた解釈であり、現代の法学者達は長く忘れていたものだった。この橋は多くのピクニックやバーベキューが行われる場所となり、少なくとも1回、結婚式が行われた。
2012年6月下旬、工事業者が橋に新しい手摺の溶接取り付けを始め、歩道の開通に備えてその他の準備を行った。2013年6月29日、近くのウィロウ・キルン公園で、橋を一般公開する記念行事が行われた。橋は鉄道が廃線になって以来初めて、完全に一般向けに再開通され、ウォールキル・バレー・レイルトレイルのガーディナーからキングストンまで、39kmが開通した。

## 原註
1. ↑  史料では、キングストンまで往復とも1872年10月までに運行していたとしているが[3]、線路敷設が完成したのは11月になってからだった[13]